# Roraima (tepuy)
El monte Roraima, también conocido como tepuy Roraima, cerro Roraima o simplemente Roraima, con 2810 m s. n. m., es el punto más alto de la cadena de mesetas tepuyes (montañas tabulares) de la sierra de Pacaraima, en Venezuela. Descrito por primera vez por el pirata inglés Walter Raleigh en 1596, sus 31 km² de área en la cima están divididos entre Venezuela (85 % o 95% si se incluye a la reclamación de la Guayana Esequiba), Guyana (10 % o 0% si se incluye a la reclamación de la Guayana Esequiba) y Brasil (5 %), con acantilados de 400 metros de altura por todos sus lados.
El monte Roraima se encuentra en el Escudo guayanés, en el sureste del parque nacional Canaima (de 30 000 km²) en Venezuela, siendo la meseta más alta de la cordillera, y se considera junto a los otros tepuyes una de las formaciones geológicas más antiguas de la Tierra, que se remonta a unos dos mil millones de años, en el Precámbrico. En el Tepuy se encuentra el punto más alto de Guyana, y también del estado brasileño de Roraima.

## Generalidades

Roraima en el Escudo guayanés.

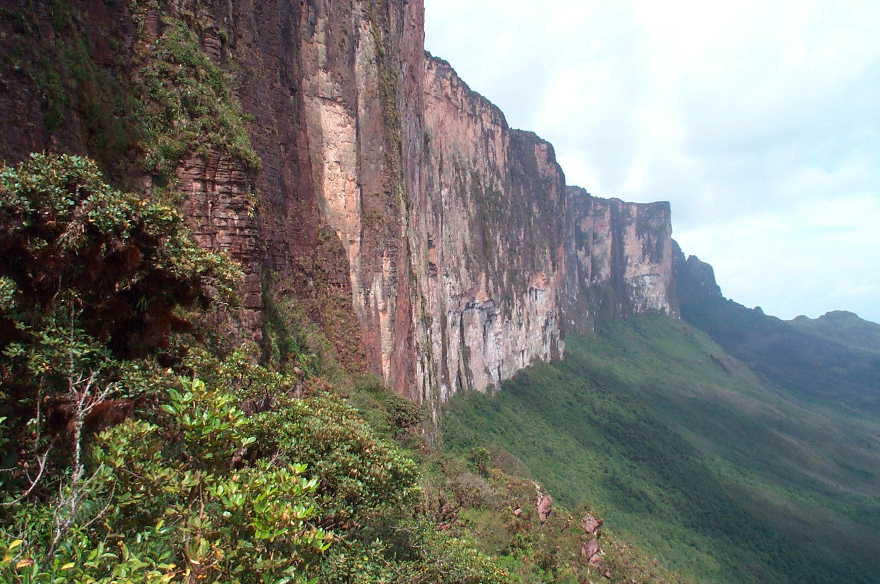
Roraima.

El Roraima consiste de una meseta de arenisca que sobresale más de mil metros sobre las sabanas boscosas circundantes. Está ubicado en el extremo sudeste del parque nacional Canaima y se extiende por unos 30 km². Forma parte del denominado escudo de las Guayanas, que está considerado como uno de los macizos de más antigua geología del planeta, remontándose hasta el Precámbrico, unos dos mil millones de años atrás.
Es además el punto más alto en un radio de 549 kilómetros. El vecino siguiente en tamaño es el cerro Marahuaca, hacia el oeste-sur-oeste. La altitud promedio de la meseta es de unos 2500 m s. n. m., y sus paredes verticales dificultan enormemente el acceso. Sin embargo, Roraima fue el primero de los grandes tepuyes en ser ascendido: Everard im Thurn trepó por sus laderas en 1884 a través de una rampa boscosa similar a una escalera, adosada lateralmente a la pared de la meseta. Los reportes de expediciones de la época victoriana a esta montaña inspiraron a Arthur Conan Doyle para escribir en 1912 su clásica novela de aventuras El mundo perdido, de la cual se han realizado varias versiones cinematográficas.

## Toponimia
El origen de la palabra Roraima no está bien definido. Los primeros exploradores en el área encontraron que muchos pemones locales se referían a esta montaña como «la madre de todas las aguas», nombre muy apropiado debido a que desde su cima caen numerosas cascadas de agua, las cuales son la fuente de algunos ríos que fluyen hacia el Orinoco, el Esequibo o el Amazonas.
Su nombre se deriva de dos palabras en la lengua pemón: roro (‘verde-azulado’) e ima (‘gran’). Por lo tanto el significado de Roraima, dependiendo de la traducción que se haga del pemón, puede ser ‘gran verde-azulado’, aunque también puede ser ‘roca rodante’ o ‘fecunda madre de los torrentes’.

## Rutas de ascenso

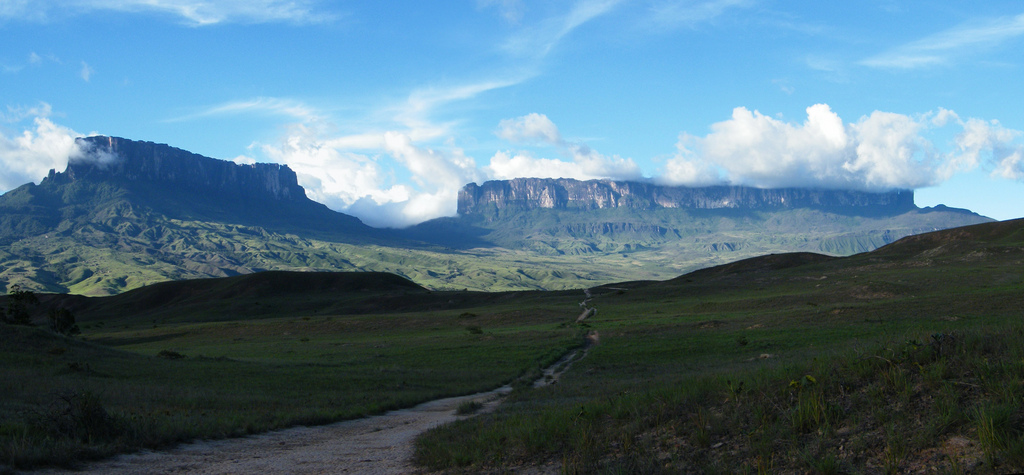
A la izquierda, el tepuy Kukenán; a la derecha el Roraima.

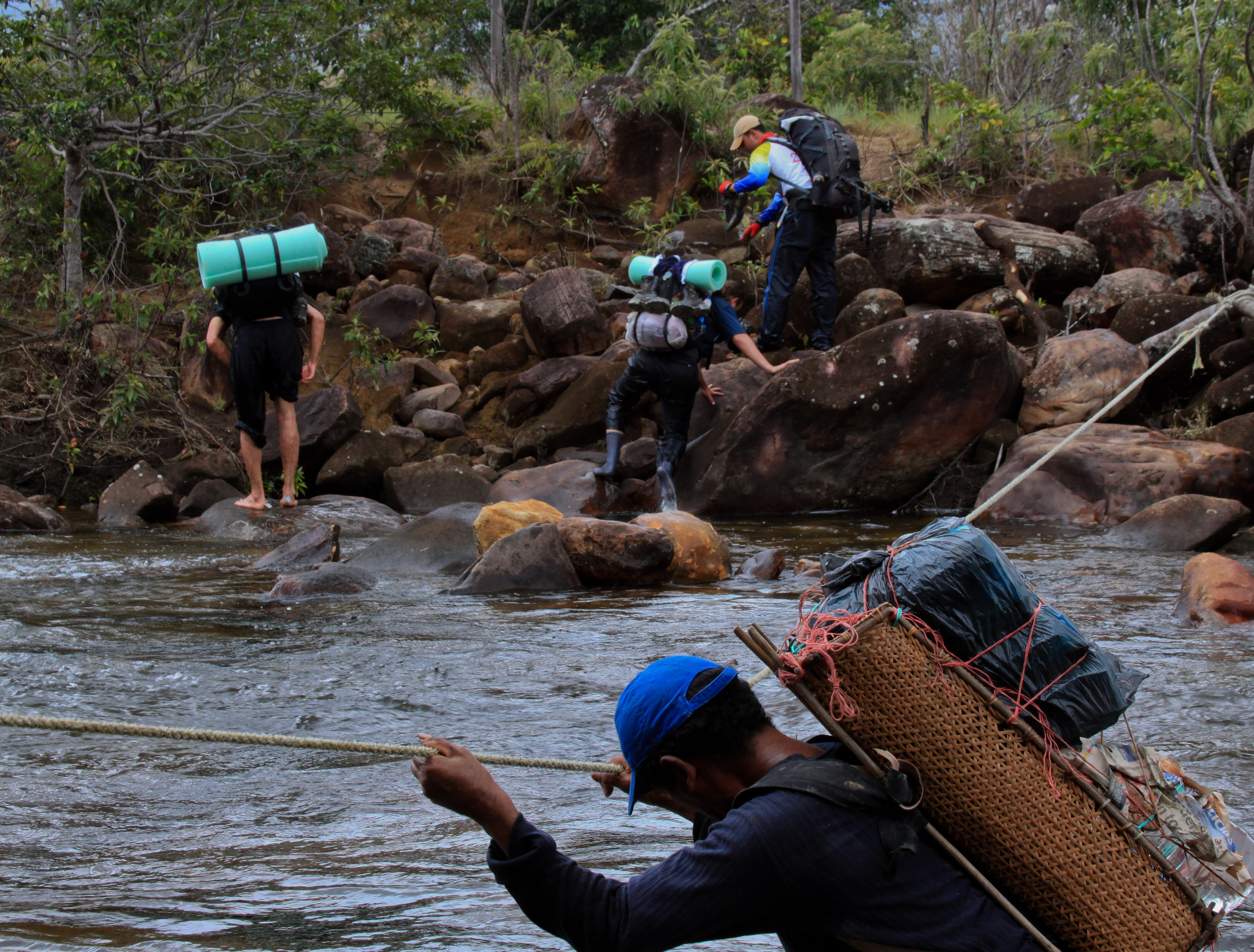
Excursionista camino a la cima del Roraima.

El monte Roraima es un destino común para mochileros. Casi todos los que planean el ascenso se aproximan por el lado venezolano. Los excursionistas deben subir con un guía indígena, el cual puede ser contratado desde el pueblo de Paratepuy («al tepuy») o en San Francisco de Yuruaní (también conocido como Kumarakapay) o bien desde Santa Elena de Uairén; desde este último lugar es donde se encuentran ubicadas las operadoras turísticas. Partiendo desde una bifurcación de una carretera pavimentada (muy cerca de San Francisco de Yuruaní), comienza un camino de tierra hasta el pueblo (aprox. 50 km), el cual puede hacerse fácilmente mediante transporte todoterreno o con gran dificultad usando vehículos comunes, incluso si el estado del camino estuviera singularmente bueno.
Desde Paraitepuy, la mayoría de los paquetes turísticos programan dos días para alcanzar la base de la meseta (aunque pudiese hacerse en un día), y otro para ascender por La Rampa, la escalera natural en la roca que llega directo a la cima, a la que ya se ha hecho referencia. Normalmente son necesarios otros dos días para el regreso. Mucha gente pasa un día entero en la cima de la montaña, lo que totaliza seis días de excursión (o cinco si se llega a la base en un día). A pesar de que todo el camino de ascenso está bien marcado y transitado, es muy fácil perderse en la cima debido a que los pocos senderos existentes allí se tornan difusos, y la constante cobertura nubosa dificulta la toma de referencias visuales.
La única ruta abierta no técnica a la cima es la descrita; cualquier otra requiere equipo de escalada especial y conocimiento práctico avanzado. La montaña ha sido coronada tanto desde Venezuela y Brasil, siendo ambas sendas de escalada sobre roca de gran dificultad.
Alternativamente, es posible contratar un viaje en helicóptero partiendo desde Santa Elena de Uairén, para sobrevolar o hacer pie en la mesa.

## Puntos de interés

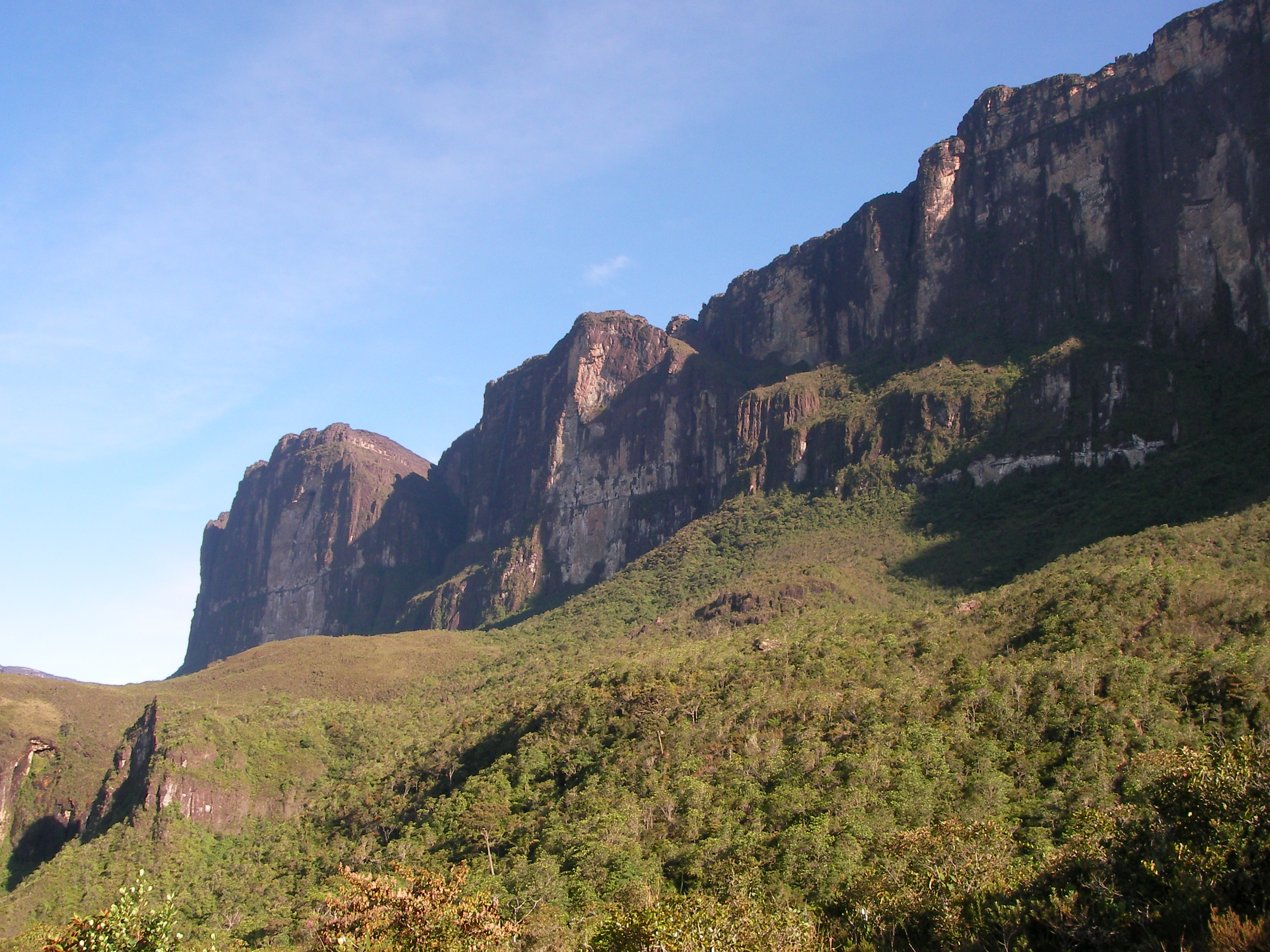
Monte Roraima, vista desde la base.

### Lado venezolano

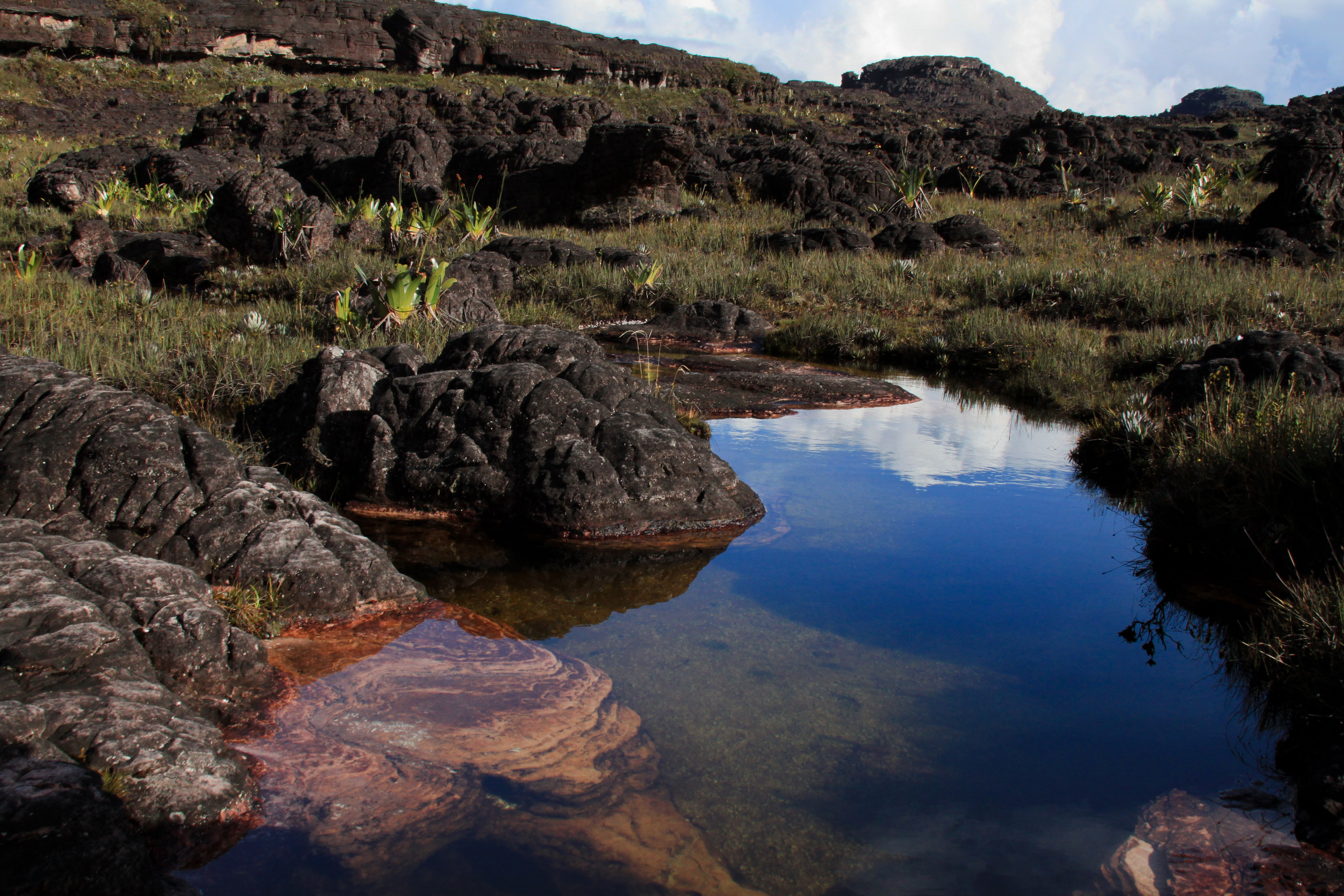
En la cima del Tepuy Roraima, parque nacional Canaima.

El sector de Venezuela forma parte de la parroquia Santa Elena de Uairén, del Municipio Gran Sabana, en el Estado Bolívar e incluye:
- Paraitepuy: población a 50 km aproximadamente de la carretera principal, último lugar hasta donde tienen acceso los vehículos y punto de partida de la excursión al monte Roraima. Aquí se encuentran las oficinas de INPARQUES en la cual hay que registrarse y en donde se pueden contratar los guías y porteadores.
- Campamento Tek (Tök): primer campamento a orillas del río Tek, ubicado aproximadamente a 4 h de Paraitepuy, es donde generalmente se pasa la primera noche.
- Campamento Kukenán: segundo campamento a orillas del río Kukenán, a aproximadamente a una hora del campamento Tek, es una alternativa para pasar la primera noche. De optar por este campamento, se tiene la ventaja de que, al final de la caminata del primer día, se pasan entonces los ríos Tek y Kukenán; así, en caso de crecidas eventuales de los ríos a finales del día o en la noche, ya estos se pasaron. También, en caso de que el excursionista se caiga al intentar pasar los ríos o de mojarse, da tiempo suficiente para secarse mientras se acampa; además de que el primer día de caminata es más suave (hay menos pendiente) y así es mejor caminarla el primer día en vez del segundo, para balancear la dificultad de los días de caminatas; aunque, por otro lado, este campamento tiene menos brisa y, por ende, más plagas (puri-puris), además de que es menos vistoso.
- Campamento base: tercer campamento antes de iniciar el ascenso. Es donde generalmente se pasa la segunda noche; la gente descansa aquí y se prepara para subir por la «rampa» del Roraima.
- Paso de las Lágrimas: es un tramo del día tres entre campamento base y la cima. Es un paso exigente y su nombre se debe a dos saltos de agua que caen de la pared del Roraima que asemejan a una persona llorando, ya que cuando se cruza por esa zona caen gotas de agua que parecen lágrimas.
- El Abismo.
- Maverick: El punto más alto del Tepuy.
- Valle de los Cristales Sur.
- Valle de los Cristales Norte.
- Paso de las Lágrimas.
- Los Jacuzzis: La antigüedad del Tepuy convierte a los Jacuzzis del Roraima en los más antiguos del mundo. También se puede agregar que son de aguas cristalinas depositadas en una cavidad en forma de jacuzzis pero naturales. El fondo de los mismos está lleno de cuarzos que le dan al agua un color muy particular. La temperatura del agua es de unos 5 °C a 10 °C.
- Rampa La Puerta.
- El Hotel.
- El Foso.
- El Zoológico.
- Plaza Roraima.
- Catedral de Piedra.
- Anfiteatro.
- Salto Kupu Meru.
- Río Arabopo.
- Piedra del Escorpión.
- Laberinto del Centro.
- Punto Triple.

### Lado brasileño
- Río Cotingo
- Pedra do Elefante
- Pedra do Lobo Feroz
- Pedra do Macaco
- Ponto Tríplice

### Lado guyanés
- La Proa
- Lago Gladys
- Laberintos del Norte
- Punto Triple

## Diversidad biológica

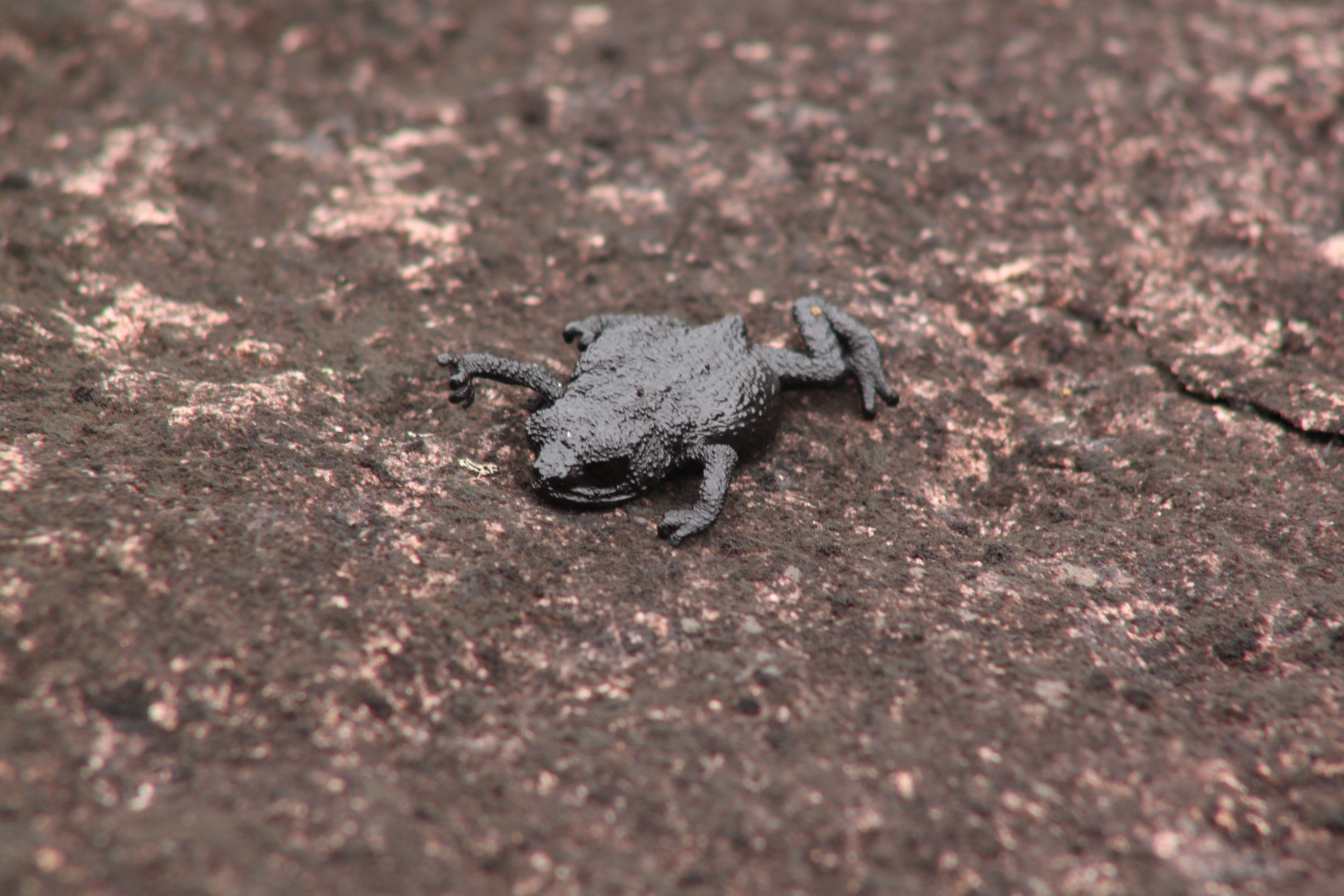
Especie endémica de sapo del monte Roraima (Anomaloglossus roraima).

### Fauna
Se han descrito varias especies de mariposas provenientes de Roraima, algunas de ellas se consideran endémicas de este Tepui, por ejemplo Pedaliodes roraimae. Otras se han registrado en varias cimas del Pantepui, tal y como Catasticta duida.
También se encuentra allí la rana del Roraima, Oreophrynella quelchii, también llamada «ranita negra» de la cima del tepuy Roraima. Estos antiguos anfibios están relacionados más estrechamente con las ranas de África que con las de América del Sur, quedando aisladas desde la división de los continentes.

### Flora
En el Roraima se encuentra la planta carnívora Drosera roraimae, una especie de Drosera nativa de Brasil, Guayana y Venezuela. Originalmente fue descrita como una variedad de Drosera montana, antes de ser elevada al rango de especie en 1957.
También es el hábitat de Heliamphora nutans, una planta carnívora con forma de trompeta que fue descubierta en 1839.